# Harry Hillman
Pour les articles homonymes, voir Hillman (homonymie).
Harry Livingston Hillman Jr., né le 8 septembre 1881 à Brooklyn (État de New York) et mort le 9 août 1945 à Hanover (New Hampshire), est un athlète américain triple champion olympique.

## Biographie
Hillman, qui a étudié à Dartmouth College a été membre de trois équipes olympiques américaines au début du XXe siècle.
Hillman a remporté trois médailles d'or aux Jeux olympiques d'été de 1904 à Saint Louis, remportant le 400 m, le 200 m haies et le 400 m haies.
En route pour les Jeux olympiques intercalaires de 1906, il a été l'un des athlètes qui a été blessé par une vague qui balaya le pont du bateau. Hillman se classa cinquième sur 400 m.
Il remporta une nouvelle médaille aux Jeux olympiques d'été de 1908, en argent, et a détenu brièvement le record olympique après les séries. Charles Bacon remporta le titre en établissant un record du monde en 55 s 0 alors qu'Hillman terminait deuxième en 55 s 3.

## Palmarès

### Jeux olympiques d'été
- Jeux olympiques d'été de 1904 à Saint Louis ( États-Unis)
  -  Médaille d'or sur 400 m
  -  Médaille d'or sur 200 m haies
  -  Médaille d'or sur 400 m haies
- Jeux olympiques intercalaires de 1906 à Athènes ( Grèce)
  - 5e sur 400 m
- Jeux olympiques d'été de 1908 à Londres ( Royaume-Uni)
  -  Médaille d'argent sur 400 m haies